# 福岡工業大学
福岡工業大学（ふくおかこうぎょうだいがく、英語: Fukuoka Institute of Technology）は、福岡市東区和白東3丁目30番1号に本部を置く日本の私立大学。1954年創立、1963年大学設置。大学の略称は福岡工大（ふくおかこうだい）または福工大（ふっこうだい）、FIT。工学部、情報工学部、社会環境学部の3学部と大学院を擁する。

## 概要
1954年（昭和29年）に開校した福岡高等無線電信学校を前身とする。1960年（昭和35年）に福岡電子工業短期大学を、1963年（昭和38年）に福岡電波学園電子工業大学工学部を開学。1966年（昭和41年）に福岡工業短期大学、福岡工業大学にそれぞれ改称した
。
福岡六大学野球連盟加盟校。「国公私立大コンソーシアム・福岡」代表校。工大サミット加盟校でもある。
2017年3月に日本の理工系5大学（愛知工業大学、大阪工業大学、芝浦工業大学、広島工業大学、福岡工業大学）が「工大サミット」を設立した。工業立国を支える人材育成に対する工科系大学としての使命と、ボーダレス化の進展する世界の中で、イノベーションを創出し、グローバルな環境で活躍できる人材育成を共通課題とし、各大学の人的・物的資源の情報の共有と、相互の連携･協力による理工系高等教育の更なる活性化を目的とする。
2021年1月、株式会社日本格付研究所ならびに株式会社格付投資情報センターによる格付審査で「AA⁻」「A⁺」の評価を獲得。
学校法人福岡工業大学
旧法人名は学校法人福岡電波学園。福岡工業大学、福岡工業大学短期大学部、福岡工業大学附属城東高等学校を運営。1954年に福岡高等無線電信学校を創設後、1958年に学校法人福岡電波学園設置。施設設備の拡充整備を急激に行ったため1968年に破産宣言を受けたが、当時の坂田道太文部大臣（現・文部科学大臣）から大学再建を要請されたが笹川良一が福岡工業大学の理事長に就任し、経営立て直しを図った。1973年に現在の学校法人福岡工業大学に改称。近年では国公私大のなかで唯一13年連続で志願者を増やしている。

## 沿革
- 1954年：福岡高等無線電信学校を創設。
- 1958年：学校法人福岡電波学園福岡電波高等学校を開設。
- 1960年：福岡電子工業短期大学を開設。
- 1963年：福岡電波学園電子工業大学工学部を開設。
- 1966年：大学を福岡工業大学に改称。
- 1966年：短期大学を福岡工業短期大学に改称。
- 1973年：学校法人名を福岡工業大学に変更。
- 1993年：大学院工学研究科修士課程を開設。
- 1997年：大学に情報工学部を開設  情報工学科・情報通信工学科・情報システム工学科・管理情報工学科（工学部、情報工学科・管理工学科を改組）。
- 1998年：大学工学部／電子材料工学科を機能材料工学科に改称。
- 1999年：α棟完成／大学院工学研究科博士後期課程を開設（物質生産システム工学専攻・知能情報システム工学専攻）。大学工学部・電子機械工学科を知能機械工学科に改称。
- 2000年：FITアリーナ（新体育館）完成。
- 2001年 - 社会環境学部／社会環境学科開設。工学部・社会環境学部校舎A棟完成
- 2002年 - 大学工学部／電子工学科を電子情報工学科に、大学院/電子材料工学専攻を機能材料工学専攻に、短期大学のを福岡工業大学短期大学部にそれぞれ改称。
- 2003年。大学院／電子機械工学専攻のを知能機械工学専攻に改称。
- 2004年：大学情報工学部／管理情報工学科をシステムマネジメント学科に改称。大学院/修士課程に情報通信工学専攻を開設。D棟完成。
- 2005年：大学工学部／機能材料工学科を生命環境科学科に改称。
- 2006年：大学院／電子工学専攻を電子情報工学専攻に改称。
- 2007年：大学院／社会環境学研究科修士課程開設。
- 2008年：本校を代表校として、4大学が環境・エネルギー分野の大学院教育で協力する「国公私立大コンソーシアム・福岡」発足（九州大学、福岡女子大学、西南学院大学と）[3]。
- 2011年：FITホール完成。
- 2012年：塩浜総合グラウンド（FITスタジアム）完成。
- 2016年：E棟完成。芝浦工業大学と連携協定を提携。
- 2017年：F棟完成。
- 2018年：大学工学部／生命環境科学科の名称を生命環境化学科に変更。総合研究機構エレクトロニクス研究所に食品農医薬品研究センター設置。

## 歴代理事長
日付は就任日。
- 初代：桑原玉市（1958年3月20日）
- 2代：笹川良一（1970年8月5日）※日本船舶振興会創設者・初代会長
- 3代：伊藤慶次（1991年11月29日）
- 4代：田村良平（1997年4月1日）
- 5代：鵜木洋二（1997年11月29日）※福岡ダイエーホークス初代社長
- 6代：大谷忠彦 (2021年4月1日)

## 教育および研究

### 学部
- 工学部
  - 電子情報工学科
  - 生命環境化学科
  - 知能機械工学科
  - 電気工学科
- 情報工学部
  - 情報工学科
  - 情報通信工学科
  - 情報システム工学科

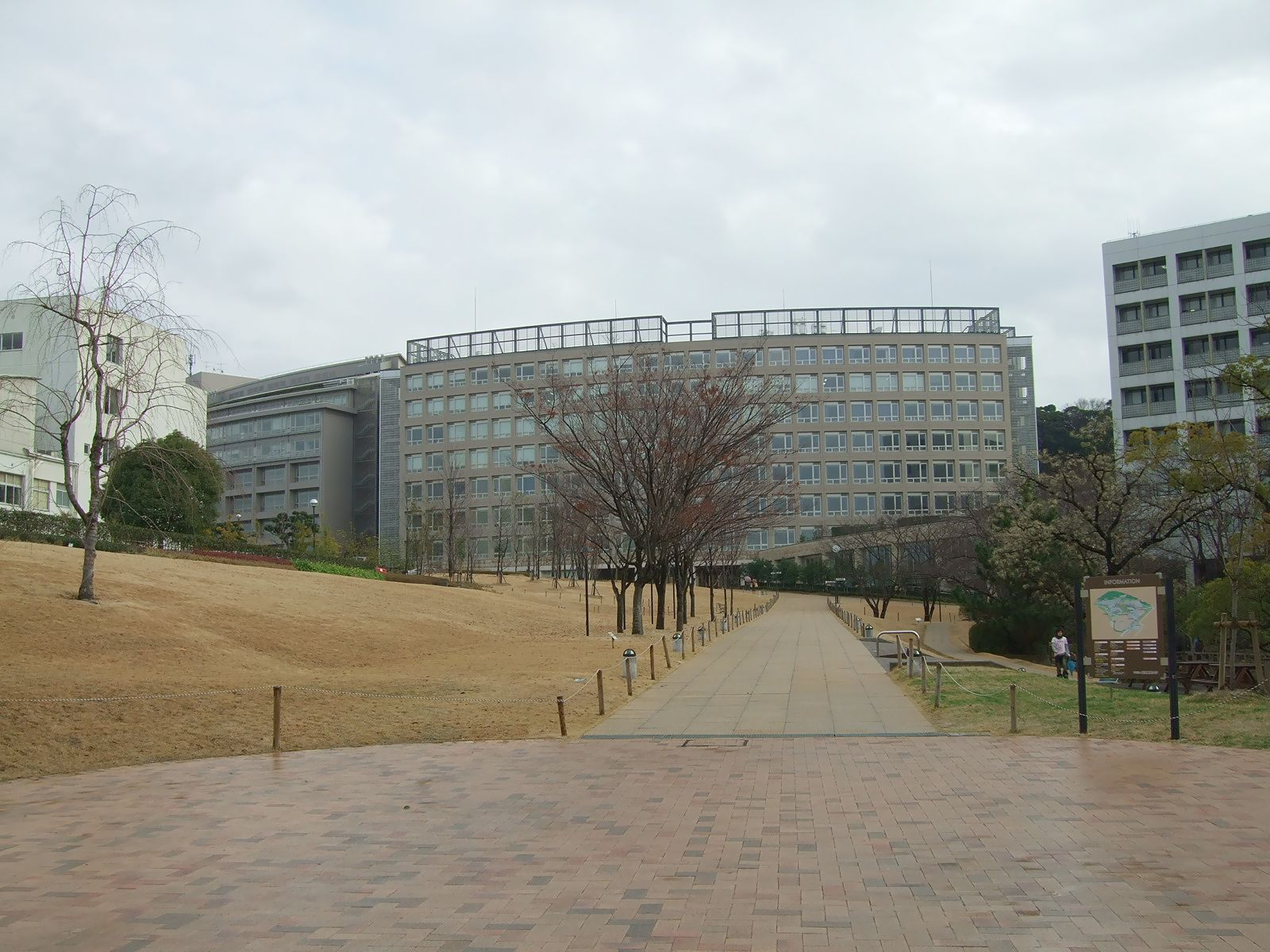
B棟

  - システムマネジメント学科（2024年4月学生募集停止）
  - 情報マネジメント学科（2024年4月開設）
- 社会環境学部
  - 社会環境学科

### 大学院
- 工学研究科
  - 修士課程
    - 電子情報工学専攻
    - 生命環境科学専攻
    - 知能機械工学専攻
    - 電気工学専攻
    - 情報工学専攻
    - 情報通信工学専攻
    - 情報システム工学専攻
    - システムマネジメント専攻

  - 博士後期課程
    - 物質生産システム工学専攻
    - 知能情報システム工学専攻
- 社会環境学研究科
  - 修士課程
    - 社会環境学専攻

### 短期大学部
- 情報メディア学科
  - 情報工学コース
  - メディアコミュニケーションコース

### 研究・産学連携施設
- 総合研究機構

- エレクトロニクス研究所
  - 計測センター
  - 半導体デバイス製作実験センター
  - 食品農医薬品研究センター
  - 先端計測技術研究センター
  - インキュベーションスタジオ1
  - インキュベーションスタジオ2
- 情報科学研究所 
  - 電磁波計測センター
  - インキュベーションスタジオ3
- 環境科学研究所
  - あまみず社会研究センター
- 産学連携推進室
  - 次世代マイクロ／ナノ金型開発センター
  - 物質・エネルギーデバイス研究センター

### 教育施設
- モノづくりセンター
- 音とモノづくりの歴史資料館
- 情報基盤センター
- エクステンションセンター
- フレッシュマンスクール
- FITセミナーハウス

## 学生生活

### 学園祭
大学祭の名称は「立花祭」であり、例年11月上旬に開催される。

### サークル・クラブ活動
スポーツ
- 福岡工業大学ラグビー部
- 福岡工業大学硬式野球部 - 福岡六大学野球連盟所属。通算優勝回数は11回（2024年現在）

## 対外関係

### 他大学との協力・連携

#### 日本国内
- 放送大学[4]
- 芝浦工業大学
- 工大サミット
- 国公立私大コンソーシアム・福岡

#### 海外
国際戦略室を設け、アメリカ合衆国、大韓民国（韓国）、中華人民共和国（中国）、オーストラリア、タイ王国及びアルバニアの14大学と語学研修、短期留学をはじめ、学術・文化・教育研究に関する幅広い交流を行なっている。
- カリフォルニア事務所（アメリカ合衆国）
- 福工大北華大学日本語センター（中国／北華大学）
- 福工大KMITL日本語センター（タイ／キングモンクット工科大学）福工大バンコクオフィス

以下の各校と国際・学術交流等協定校を締結している。
- アメリカ合衆国 カリフォルニア州立大学イーストベイ校（英語版）（カリフォルニア州アラメダ郡ヘイワード）
- アメリカ合衆国 サンノゼ州立大学（カリフォルニア州サンノゼ）
- アメリカ合衆国 フットヒルカレッジ（カリフォルニア州ロスアルトスヒルズ）
- アメリカ合衆国 セントメアリーズカレッジオブカリフォルニア（英語版）（カリフォルニア州コントラコスタ郡モラガ）
- タイ モンクット王工科大学ラートクラバン校（バンコク ラートクラバン区）
- タイ チュラーロンコーン大学（バンコク パトゥムワン区）
- タイ 泰日工業大学（バンコク スワンルワン区）
- 中国 大連理工大学（遼寧省 大連市）
- 中国 南京理工大学（中国語版）（江蘇省 南京市）
- 中国 青島科学大学（山東省青島市）
- 中国 北華大学（吉林省吉林市）
- 韓国 慶星大学校（釜山広域市南区）
- 韓国 亜洲大学校（京畿道水原市霊通区）
- 韓国 啓明大学校（大邱広域市）
- 台湾 国立高雄科技大学（高雄市三民区）
- オーストラリア フェデレーション大学（英語版）（ビクトリア州バララット）
- アルバニア ティラナ工科大学（ティラナ）
- イタリア ナポリ・フェデリコ2世大学（カンパニア州ナポリ県）

分野を限定した海外大学との協力もある。台湾積体電路製造（TSMC）の熊本県進出に伴いに九州で不足が見込まれる半導体技術者を養成するため、2023年12月に台湾の明新科技大学と連携覚書を結んだ。

## 交通アクセス
九州旅客鉄道（JR九州）鹿児島本線福工大前駅と大学キャンパスが直結している。

## 大学関係者と組織

### 大学関係者一覧
- 福岡工業大学の人物一覧

## 附属学校
- 福岡工業大学附属城東高等学校

## 関連校
- 福岡工業大学短期大学部